# Тамби
Тамби (рос. Тамбы) — присілок в Майнському районі Ульяновської області Російської Федерації.
Населення становить 26 осіб. Входить до складу муніципального утворення Майнське міське поселення.

## Історія
Від 2004 року входить до складу муніципального утворення Майнське міське поселення.

## Населення
| 2010 |
| ---- |
| 26   |